# Fórmula floral
Fórmula floral é um modo de representar simbolicamente a estrutura de uma flor mediante o uso de letras, números e outros sinais convencionais. Tipicamente, utiliza-se a fórmula floral para representar as características morfológicas das flores de uma determinada família de plantas, mais que de uma espécie em particular.

## Descrição
Os símbolos mais utilizados são os seguintes:
K ou Ca= cálice — por exemplo, Ca5 = indica que a flor tem 5 sépalas.

C = corola — por exemplo, Co3(x) = significa que as pétalas são em número que é múltiplo de 3.

    Z é agregado se a corola é zigomorfa — por exemplo, KZ6 = indica uma corola zigomorfa com 6 pétalas.

A = androceu — por exemplo, A∞, significa que apresenta muitos estames.

G = gineceu — por exemplo, G(3)1∞ indica um gineceu de ovário súpero (por isso a letra "G" está sublinhada), composto por 3 carpelos unidos entre si (por isso o número três é colocado entre parêntesis), com um só lóculo e numerosos óvulos por lóculo. A quantidade de lóculos do ovário é indicada como subíndice do número de carpelos; o número de óvulos por lóculo é indicado como expoente.
A disposição da flor é indicada pelos seguintes símbolos:
- cíclica, as peças florais estão dispostas em verticilos;
- helicoidal ou espiralada, as peças florais estão dispostas em forma espiralada sobre o receptáculo.

A simetria da flor é representada:
- actinomorfa, flores com dois ou mais planos de simetria;
- zigomorfa, flores com um só plano de simetria;
- assimétrica, flores que não apresentam planos de simetria;

A sexualidade da flor:
- masculina ou estaminada;
- feminina ou pistilada hermafrodita.

Uma fórmula floral, adquire uma forma do seguinte tipo:
Ca5Co5A10 - ∞G1